# Nidulariaceae
Nidulariaceae Dumort. [as Nidulariae], Comment. Bot.: 69 (1822) è una famiglia di funghi basidiomiceti appartenente all'ordine Agaricales.
I corpi fruttiferi allo stadio giovanile sono chiusi, poi successivamente si aprono a forma di un calice che contiene strutture portanti le spore chiamate peridioli.

## Generi diNidulariaceae
Il genere tipo è Nidularia Fr., altri generi inclusi sono:
- Crucibulum
- Cyathus
- Mycocalia
- Nidula